# Bergbos
Het Bergbos (ook: Loosbos) is een bos in Eygelshoven.
Het is gelegen op een helling langs de Anstelerbeek, ten noorden van buurtschap Vink.
In 2016 werd een wandelroute in het bos uitgezet.